# Kataller Toyama
Il Kataller Toyama (カターレ富山?, Katāre Toyama) è una società calcistica giapponese con sede nella città di Toyama. Dal 2025 milita nella J2 League, la seconda divisione del campionato giapponese.

## Storia
Il club nacque nel 2007 dalla fusione tra le squadre di due importanti aziende nipponiche, la YKK e la Compagnia elettrica Hokuriku. Il nome Kataller  è la composizione della parola giapponese katare, che significa "vincere", e della parola francese aller ovvero "andare".
Nel 2009, la squadra partecipò al campionato di seconda divisione, ottenendo con il tredicesimo posto in classifica il miglior piazzamento della sua storia. Nel 2014, non riuscì ad evitare la retrocessione, chiudendo la stagione in ultima posizione.
Dopo dieci anni, nel 2024, il club ha riconquistato la J2 League in seguito al pareggio per 2 a 2 in finale playoff contro il Matsumoto Yamaga.

## Rosa attuale
Rosa aggiornata al 20 aprile 2025.
| N. |                     | Ruolo | Calciatore       |
| -- | ------------------- | ----- | ---------------- |
| 1  | Giappone (bandiera) | P     | Tomoki Tagawa    |
| 2  | Giappone (bandiera) | D     | Arata Yoshida    |
| 4  | Giappone (bandiera) | D     | Kyōsuke Kamiyama |
| 5  | Giappone (bandiera) | D     | Jun'ya Imase     |
| 6  | Giappone (bandiera) | C     | Shunta Sera      |
| 7  | Giappone (bandiera) | C     | Yōji Sasaki      |
| 8  | Giappone (bandiera) | C     | Daichi Matsuoka  |
| 9  | Giappone (bandiera) | A     | Shōsei Usui      |
| 10 | Giappone (bandiera) | A     | Riki Matsuda     |
| 13 | Giappone (bandiera) | D     | Sōta Fukazawa    |
| 14 | Giappone (bandiera) | C     | Jūzō Ura         |
| 15 | Brasile (bandiera)  | C     | Gabriel Henrique |
| 16 | Giappone (bandiera) | C     | Hiroya Sueki     |
| 17 | Giappone (bandiera) | C     | Naoki Inoue      |
| 18 | Giappone (bandiera) | C     | Takumi Itō       |
| 20 | Giappone (bandiera) | C     | Musashi Ōyama    |
| 21 | Giappone (bandiera) | P     | Takuo Ōkubo      |
| 22 | Giappone (bandiera) | C     | Nobuyuki Shiina  |

| N. |                          | Ruolo | Calciatore        |
| -- | ------------------------ | ----- | ----------------- |
| 23 | Giappone (bandiera)      | D     | Shimpei Nishiya   |
| 24 | Giappone (bandiera)      | C     | Yōsuke Kawai      |
| 25 | Giappone (bandiera)      | C     | Ayumu Kameda      |
| 26 | Giappone (bandiera)      | D     | Atsushi Nabeta    |
| 27 | Giappone (bandiera)      | A     | Tsubasa Yoshihira |
| 28 | Giappone (bandiera)      | C     | Shō Fuseya        |
| 31 | Corea del Sud (bandiera) | P     | Koh Bong-jo       |
| 32 | Giappone (bandiera)      | C     | Shun Mizoguchi    |
| 33 | Giappone (bandiera)      | C     | Yoshiki Takahashi |
| 34 | Giappone (bandiera)      | C     | Genta Takenaka    |
| 39 | Giappone (bandiera)      | A     | Manato Furukawa   |
| 40 | Giappone (bandiera)      | D     | Yutaka Takeuchi   |
| 41 | Giappone (bandiera)      | D     | Shūichi Sakai     |
| 42 | Giappone (bandiera)      | P     | Toshiki Hirao     |
| 46 | Giappone (bandiera)      | D     | Yūki Kawakami     |
| 48 | Giappone (bandiera)      | C     | Keita Ueda        |
| 58 | Giappone (bandiera)      | A     | Hayate Take       |
| 88 | Giappone (bandiera)      | D     | Takumi Hama       |

### Staff tecnico
Staff tecnico aggiornato al 20 aprile 2025.
- Michiharu Otagiri - Allenatore
- Kazuki Kuranuki - Viceallenatore
- Toshihiro Nishimura - Collaboratore tecnico
- Daisuke Nakamori - Collaboratore tecnico
- Masao Okita - Preparatore portieri
- Shinobu Kikuchi - Preparatore fisico
- Yuito Nakao - Collaboratore tecnico e analista